# Micronairetest
Der Micronaire-Test (auch Micronaire-Prüfung, Micronairewert-Bestimmung) ist ein Standardfeinheitstest für Baumwolle (CO). Er wird in ISO-Norm 2403 Textilien – Baumwollfasern – Bestimmung des Micronaire-Wertes beschrieben.

## Testablauf

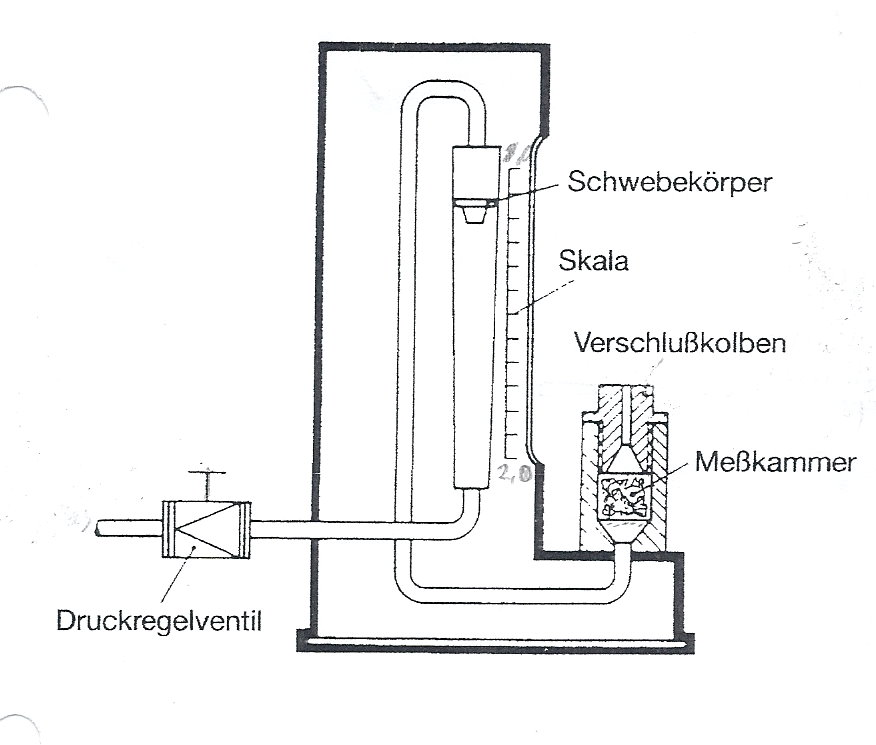
Prinzipieller Aufbau eines Testgerätes

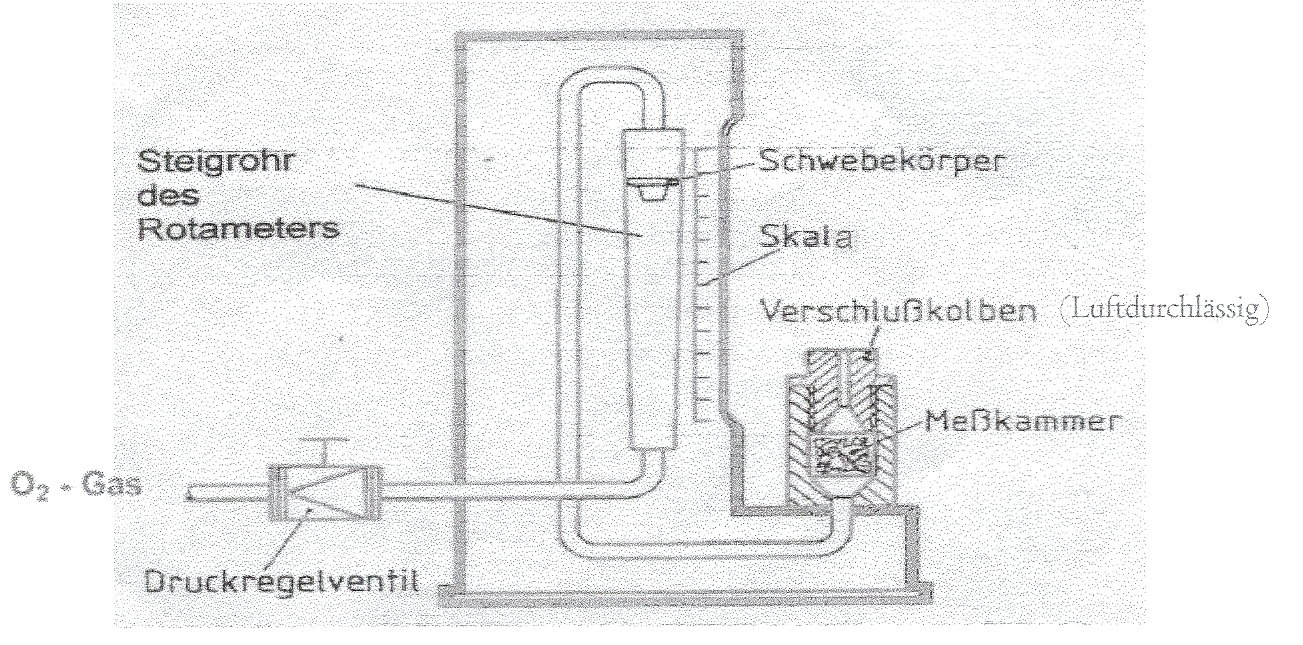
Prinzipskizze Micronaire-Prüfgerät

Eine definierte (abgewogene) Menge an Baumwolle wird in eine Messkammer gegeben, die mit einem Kompressor, einem Schwebekörper (in einem Steigrohr) und einem luftdurchlässigen Verschlusskolben versehen ist. Die Messkammer des Prüfgerätes wird von Luft/Gas, das unter einem bestimmten Vordruck steht, durchströmt, wobei die Fasern in der Messkammer dieser Durchströmung einen Strömungswiderstand entgegensetzen. Im Steigrohr befindet sich ein Schwebekörper, der in Abhängigkeit von der Strömungsgeschwindigkeit mehr oder weniger durch den Strömungsdruck angehoben wird.
Ein Gramm gröbere Fasern haben weniger Oberfläche als ein Gramm dünne Fasern, weshalb die Luft bei den gröberen weniger Widerstand zu durchfließen hat. Dies bedeutet, je feiner die Fasern im Durchschnitt sind, desto stärker der Widerstand und desto höher der Druckabfall, der am Messzylinder abgelesen werden kann.
Bei einem älteren Verfahren wird ein U-Rohr verwendet. Bei diesem wird der (homogene) Luftstrom an einem Ende zugeführt. Auf dieselbe Seite steckt man die vordefinierte Menge an Baumwolle. Auf der anderen Seite schwebt dann eine kleine Kugel, welche genau in den Querschnitt des Rohres passt, an einer Skala (welche auf dem Rohr verzeichnet ist) entlang.
Der Messbereich kann durch zwei Möglichkeiten geeicht werden:
- Eichbaumwolle
- einen 6,0 g wiegenden Eichstöpsel

## Micronaireskala
Die Micronaireskala ist von 2 bis 8 eingeteilt, wobei 2 die feinsten und 8 die gröbsten Fasern darstellt.
Es gilt für Micronaire-Werte:
- Unter 3,0: sehr fein
- 3,0 – 3,9: fein
- 4,0 – 4,9 durchschnittlich
- 5,0 – 5,9: leicht grob
- ab 6,0: sehr grob

## Umrechnung
Für die Umrechnung von Micronaire-Werten in Faserfeinheiten gilt (annäherungsweise) folgende Beziehung:
Nummer metrisch (Nm) = {\displaystyle {\tfrac {25400}{Micronaire-Wert(M)}}}
Der Micronaire-Wert ist auch ein gutes Maß für die Nissengefahr. Werte unter 3,0 zeigen Fasern an, die zur Vernissung neigen. Eine Nisse ist ein dichtes Gewirr verschlungener Fasern mit reinem Faserkern oder mit fest von Fasern umschlossenen Samen- oder Schalenresten. Meist kugelförmig, ist ihr Durchmesser kleiner als 1 mm. Gehäuftes Auftreten von Nissen wird als Grieß bezeichnet.

## Fehler
Einige mögliche Fehlerquellen für den Versuch sind:
- Es wurde eine geringe Menge an Proben geprüft und/oder kein Mittelwert gebildet.
- Das Normalklima wird nicht eingehalten.
- Das Luftdurchströmungsgerät ist nicht geeicht worden.
- Das Prüfgerät ist nicht geeicht.
- Der Vordruck wurde nicht korrekt zur Faserprobe gewählt.
- Es wird unpassendes Gas für den Versuch verwendet.
- Es gibt Feuchtigkeitsrückstände an der Baumwolle durch falsche Handhabung (Arbeiten ohne Handschuhe).